# Schamchal (Ort)
Schamchal (russisch Шамха́л) ist eine Siedlung städtischen Typs in der Republik Dagestan (Russland) mit 11.855 Einwohnern (Stand 14. Oktober 2010).

## Geographie
Schamchal liegt knapp 20 km nordwestlich des Zentrums der dagestanischen Hauptstadt Machatschkala am Rande der südwestlich der Siedlung allmählich zu den Vorbergen des Großen Kaukasus ansteigenden Küstenebene des Kaspischen Meeres, gut 10 km von dessen Küste entfernt. Der Ort befindet sich vorwiegend am linken Ufer des Flusses Schuraosen.
Die Siedlung gehört zum Stadtkreis Machatschkala und ist der Verwaltung des Rajons Kirowski, eines der drei Verwaltungsbezirke der Stadt, unterstellt.
Mehr als die Hälfte der Einwohner des Ortes sind Awaren, ein gutes Viertel Kumyken.

## Geschichte
Die Siedlung entstand zu Beginn des 20. Jahrhunderts um eine Bahnstation an der 1894 bis Port-Petrowsk, das heutige Machatschkala, eröffneten Bahnstrecke Rostow am Don – Baku. 1965 erhielt Schamchal den Status einer Siedlung städtischen Typs.

### Bevölkerungsentwicklung
| Jahr | Einwohner |
| ---- | --------- |
| 1970 | 3.099     |
| 1979 | 4.359     |
| 1989 | 5.390     |
| 2002 | 7.823     |
| 2010 | 11.855    |

Anmerkung: Volkszählungsdaten

## Verkehr
Schamchal liegt an der auf diesem Abschnitt seit 1977 elektrifizierten Eisenbahnstrecke Rostow am Don – Machatschkala – Baku (Streckenkilometer 2269 ab Moskau). Dort zweigt eine 1916 eröffnete Nebenstrecke, heute ohne Personenverkehr, ins 40 km entfernte Buinaksk ab.
Etwa sechs Kilometer südwestlich an Schamchal vorbei führt die Fernstraße R217 Kawkas (früher M29, zugleich Teil der Europastraße 119), die entlang dem Nordrand des Kaukasus und der Küste des Kaspischen Meeres in Richtung Aserbaidschan verläuft. Mit dieser ist Schamchal über eine Straße vorbei an der benachbarten Siedlung Schamchal-Termen verbunden. Nach Machatschkala verläuft eine Straße entlang der Bahnstrecke.